# Ciclo da pobreza
Em economia, ciclo da pobreza é o conjunto de mecanismos que, a menos que haja uma intervenção externa, reforçam a si mesmos e mantêm uma pessoa ou um grupo em situação de pobreza, persistindo ao longo de gerações. Quando aplicado a países em desenvolvimento, é conhecido como development trap (armadilha do desenvolvimento, em tradução livre).
Famílias presas no ciclo da pobreza têm pouco ou nenhum recurso. Portanto, essas pessoas não dispõem de meios suficientes para escapar dessa condição, como capital financeiro, educação ou conexões com pessoas que possam ajudar. Indivíduos empobrecidos não têm acesso a recursos econômicos e sociais, e essa lacuna acaba por reforçar seu status. Assim, essas pessoas tendem a permanecer pobres ao longo de suas vidas.
Medidores de mobilidade social são ferramentas que permitem compreender como uma população pobre enriquece e com que frequência crianças tornam-se mais ricas ou têm salários mais altos do que seus pais, o que ajuda a analisar a intensidade do fenômeno da pobreza. 

## Causas do ciclo

### Fatores econômicos
O censo americano de 2012 perguntou a pessoas entre 18 e 64 anos vivendo na pobreza os motivos pelos quais elas não trabalham. Os motivos, por categoria, foram:
- 31% - Doença ou incapacidade física
- 26% - Motivos familiares
- 21% - Escolas ou outros motivos relacionados
- 13% - Dificuldade em encontrar emprego
- 8% - Aposentadoria precoce

Algumas atividades também podem custar mais para pessoas pobres do que para pessoas ricas. Por exemplo, por não conseguirem pagar o valor do primeiro aluguel somado à caução, algumas pessoas acabam tendo que viver em hotéis, cuja diárias são mais caras. Da mesma forma, se não conseguem alugar um imóvel com geladeira, cozinha e fogão, podem gastar mais com alimentos prontos do que gastariam se pudessem cozinhar.
Na setor bancário, pessoas em situação de pobreza podem não conseguir cumprir os requisitos para isenção das tarifas de manutenção, enquanto aquelas com mais recursos financeiros recebem juros na poupança e retornos significativos em investimentos. Quem já teve problemas de crédito também pode enfrentar dificuldades para abrir uma conta bancária. Além disso, algumas pessoas evitam os serviços bancários por falta de confiança nas instituições financeiras, por receio de não conseguirem realizar pagamentos corretamente, por não entenderem como os bancos funcionam ou por não possuírem dinheiro ou avaliação de crédito suficiente para abrir uma conta sem tarifas.
Nos países onde não existe saúde universal gratuita, como os Estados Unidos, pessoas com poucos recursos costumam adiar ao máximo os tratamentos médicos. Isso pode fazer com que problemas simples se agravem, tornando-se mais caros para tratar, além de provocar perda de renda devido às horas de trabalho não realizadas. Trabalhadores com renda mais alta, em geral, possuem plano de saúde, o que evita custos elevados com tratamentos e incentiva a realização de cuidados preventivos. Além do salário mais elevado e da maior capacidade de poupança, trabalhadores com remuneração mais alta também têm maior probabilidade de estar em empregos que permitem o tratamento médico com menor impacto financeiro.

### Adversidades na primeira infância
O estresse na primeira infância causado por adversidades como a falta de necessidades básicas e, em alguns casos, abuso e negligência, é uma das principais causas da pobreza geracional. Estudos mostram que o trauma decorrente de abusos na infãncia tem impactos negativos na vida adulta, afetando aspectos como a saúde geral e até mesmo o nível de emprego. 
Abuso e negligência são adversidades que podem afetar aqueles em situação de pobreza, mas o fator comum a todos que vivem abaixo da linha da pobreza é o estresse diário gerado pela falta de itens básicos. "O estresse de suprir as necessidades básicas é um fator central na família, e as crianças aprendem que a única forma de sobreviver é focar em ter as necessidades atendidas". Todos os membros de uma família em situação de pobreza vivenciam essa luta diária e são impactados por ela. A incapacidade de arcar com custos de cuidado infantil (como creches e babás) é outro fator que dificulta que pessoas pobres consigam e mantenham seus empregos. 
Esses estressores não são apenas desagradáveis; eles são catastróficos para a saúde e o desenvolvimento do corpo. A exposição ao estresse crônico pode provocar mudanças na estrutura de diferentes regiões do cérebro, como a amigdala e o hipocampo, além de impactar funções importantes, como a regulação da resposta ao estresse, atenção, memória, planejamento e aprendizado de novas habilidades. Também pode contribuir para a desregulação dos sistemas de resposta inflamatória, o que provoca um efeito crônico de desgaste nos órgãos. O estresse crônico é prejudicial à saúde e danifica tanto a memória quanto os órgãos, incluindo o cérebro. Crianças que crescem em ambientes de pobreza, po exemplo, tendem a apresentar pior desempenho de memória de curto prazo em comparação àquelas criadas em ambientes de classe média. Por isso, crianças que passaram por privações básicas na infância precisam se esforçar mais para aprender e absorver informações.

### Fatores internos

#### Vieses
Vieses implícitos podem ser transmitidos às crianças durante o processo de socialização e educação. Embora o pensamento crítico possa ajudar a evitar que esses vieses influenciem as decisões na fase adulta, os baixos níveis de educação entre as camadas mais pobres tornam essas pessoas mais suscetíveis a julgamento e decisões influenciadas por esses vieses.

#### Tomada de decisão
De acordo com estudos da Faculdade de Dartmouth, as decisões são influenciadas por experiências anteriores de fracasso em situações semelhantes. Em vez de pensar no sucesso, as pessoas tendem a reagir considerando o pior cenário possível. Indivíduos que vivenciaram pobreza intergeracional são mais propensos a esse tipo de comportamento.

#### Baixa Produtividade
O estresse gerado pela preocupação com as finanças pessoais pode causar queda na produtividade. Um estudo com trabalhadores de fábricas na Índia constatou que pagar o salário no início do período de trabalho aumentou a produtividade média em 6,2%.